# Hommersåk
Hommersåk (efter gården Hommersand) er centrumsområdet i bydelen Riska bydel i Sandnes kommune i Rogaland fylke i Norge. Byen  har 6.425(2019) indbyggere, og ligger ca. 13 km nordøst for Sandnes centrum, i enden af Riskafjorden, en fjordarm som fra mundingen af Gandsfjorden fører omkring tre km mod sydøst mellem fastlandet og øen Uskjo (Usken) .   Riska er en af 13 bydele i Sandnes. Riska var en del af Hetland kommune frem til denne blev lagt sammen med Stavanger 1. januar 1965. Der er gode hurtigbådsforbindelser til Stavanger og der er  udstrakt pendling der til.
Med rødder tilbage til omkring år 750  kan byen byde på både historie og rekreation. Blandt de første kristne gravfund i Norge kan fundet af et kors på Frøyland, omkring 1 kilometer fra Hommersåk centrum dateres tilbage til 750. Dette var 150 år før kristningen af Norge for alvor gik i gang.
Hommersåk i Riska som by siges at være lige så gammel som den første kirke på stedet, Riska gamle kirke. Den blev rejst i 1877. Fra dette år begyndte bygden for alvor at udvikle sig til en by, og industrialiseringen tog fart med omfattende industrivirksomhed, bladt andet siledolie- og gødningsproduktion, bådbygning, trævareindustri og  tekstilindustri mv. I dag er det stort set kun handelerhverv i Hommersåk i Riska. 
- Udsigt over byggefeltet Maudland og Frøylandsvannet. Bjelland til høyre.
- Riska kirke, bygget i 1999
- Riskahallen, med svømmehal og idrætshal